# Rio Buriticupu
Rio Buriticupu är ett vattendrag i Brasilien.   Det ligger i delstaten Maranhão, i den nordöstra delen av landet, 1 300 km norr om huvudstaden Brasília.
Omgivningarna runt Rio Buriticupu är huvudsakligen savann. Runt Rio Buriticupu är det mycket glesbefolkat, med 5 invånare per kvadratkilometer.